# Лямбіляс
Лямбіляс — село в Іспанії, у складі автономної спільноти Каталонія, у провінції Жирона. Муніципалітет займає площу 14,55 км2, а населення в 2014 році становило 738 осіб.
Перша письмова згадка про «Лямбіляс» відноситься до 999 року. Етимологія назви невідома і, ймовірно, доримська.
Основною економічною діяльністю є первинний сектор: вирощування зернових на рівнині та використання лісу для коркової промисловості в масиві. Протягом двадцятого століття населення стагнувало близько 400 осіб. З кінця століття розвиток нових житлових забудов зріс. Існує промислова зона "Les Conques", де в основному були засновані дистриб'юторська компанія та паперова фабрика.
Між 1892 і 1969 роками село було з’єднано з містом Жирона та портом Сан-Феліу-де-Гішольс вузькоколійною залізницею Сан-Феліу-де-Гішольс–Жирона. Відтоді лінію було перетворено на зелену дорогу.